# جبل أولياء
جبل الاولياء أو جبل اولياء بلدة صغيرة تقع علي بعد 40 كيلومتر جنوب العاصمة السودانية الخرطوم وتعتبر الحدود الجنوبية لها مع ولاية النيل الأبيض، وتقع ضمن محلية جبل اولياء في ولاية الخرطوم، وتشتهر بخزان جبل اولياء المشيد على النيل الأبيض.

## معرض الصور

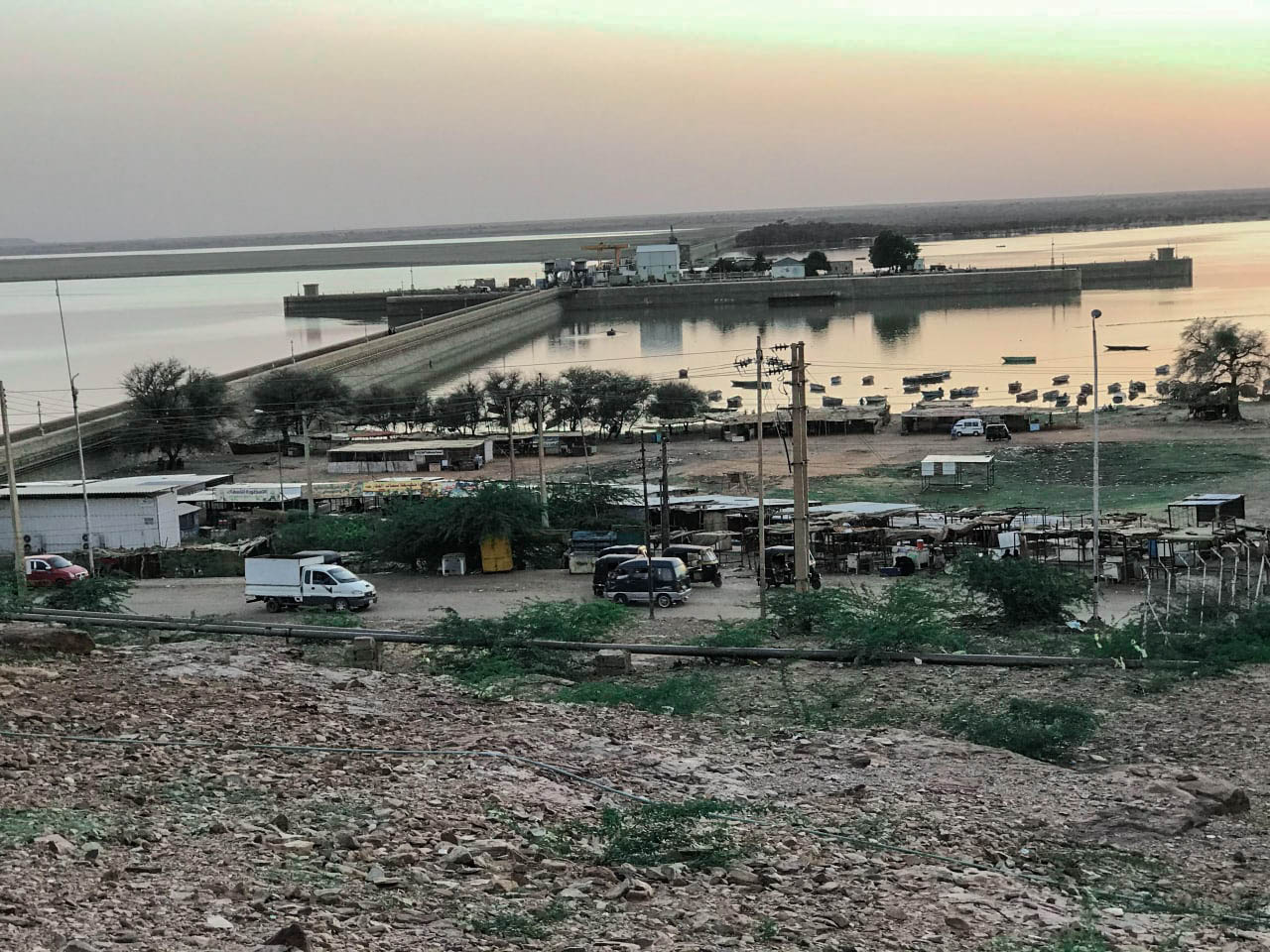
خزان جبل أولياء.
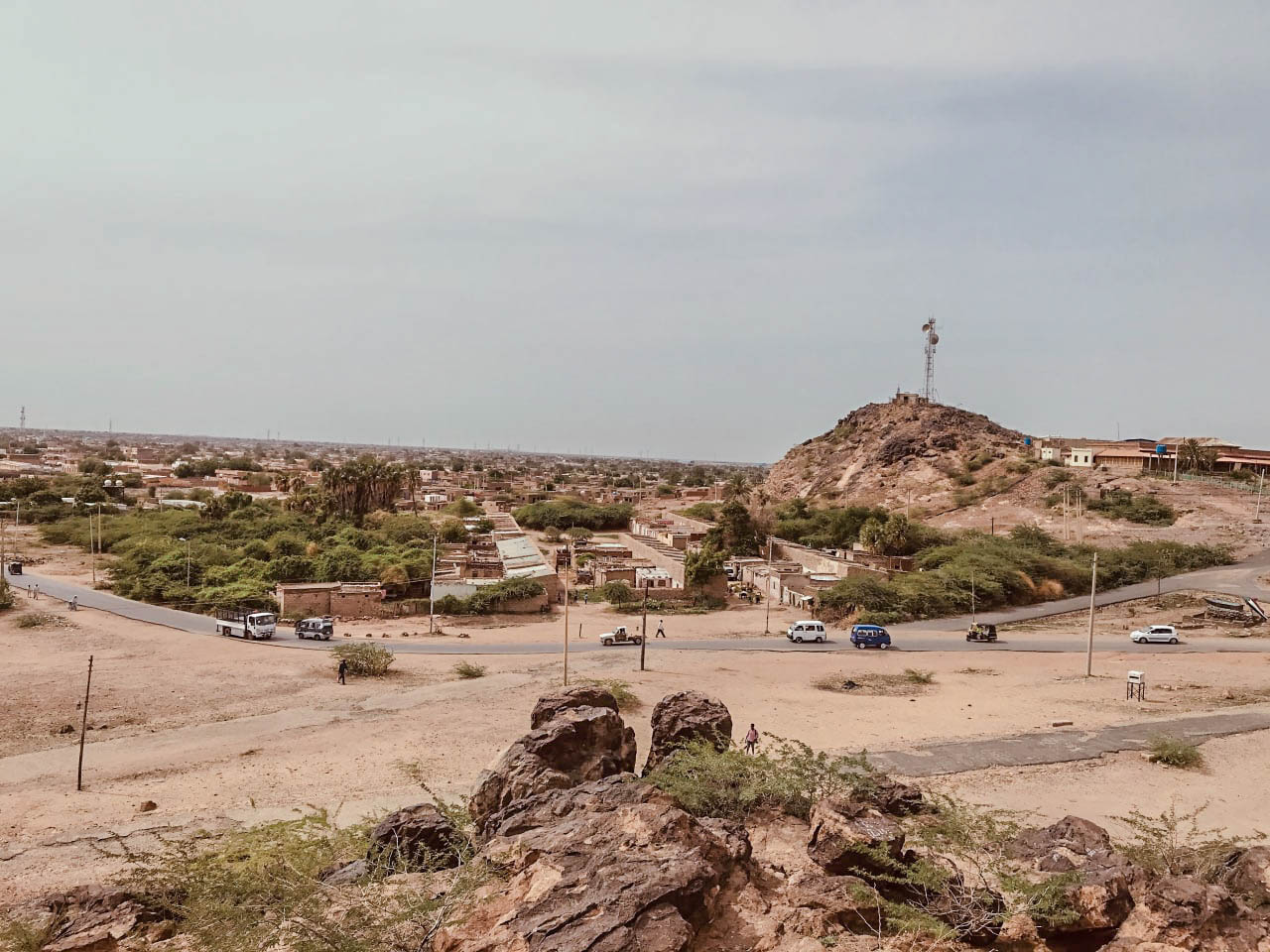
جبل خزان جبل أولياء
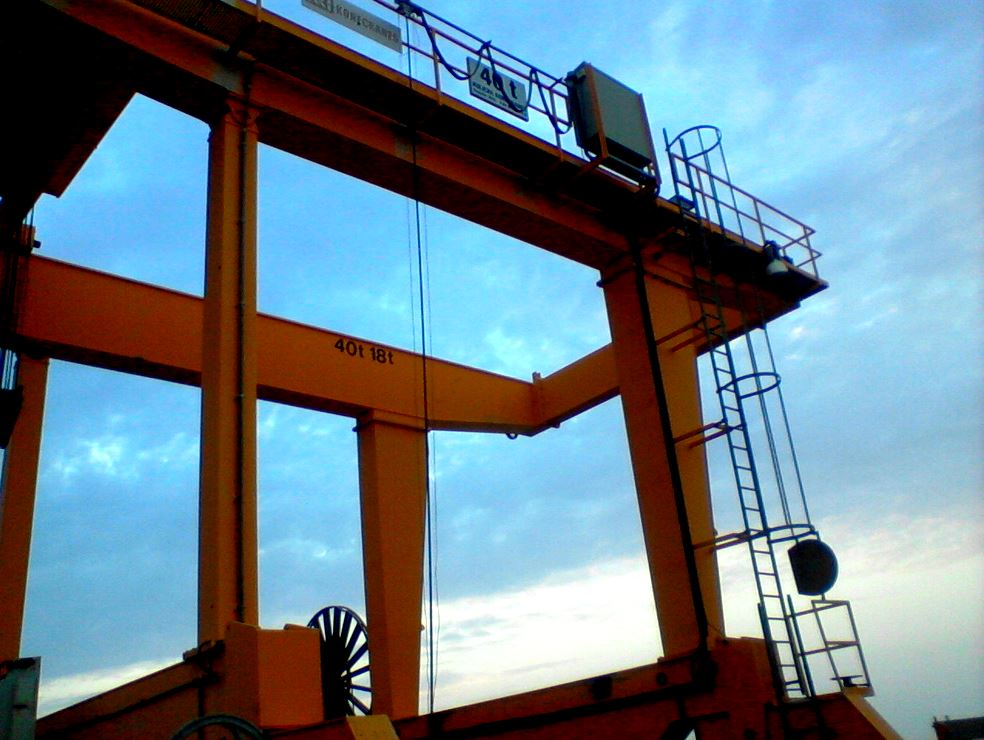
شاطئ جبل اؤلياء الغيوم.
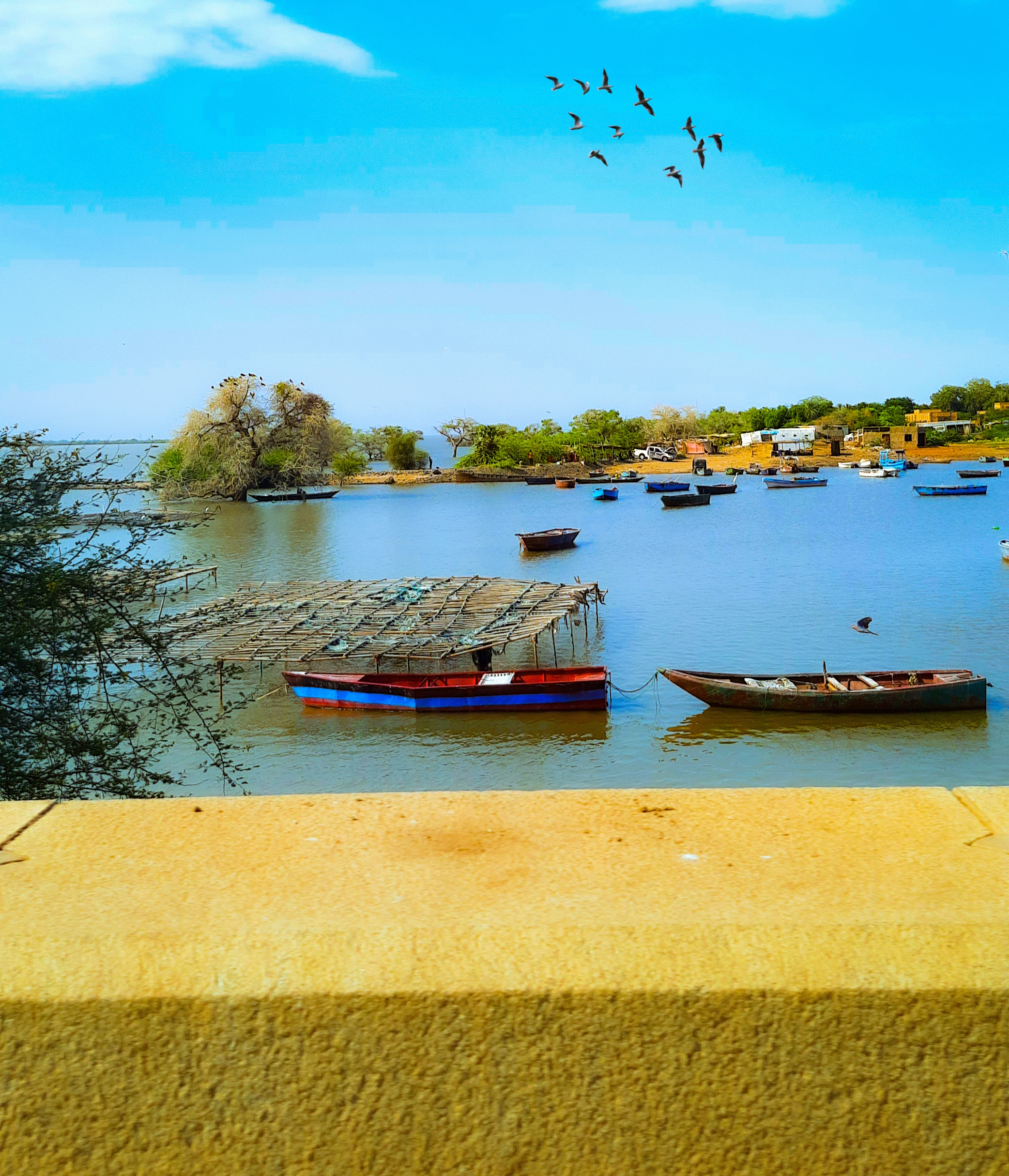
جبل أولياء
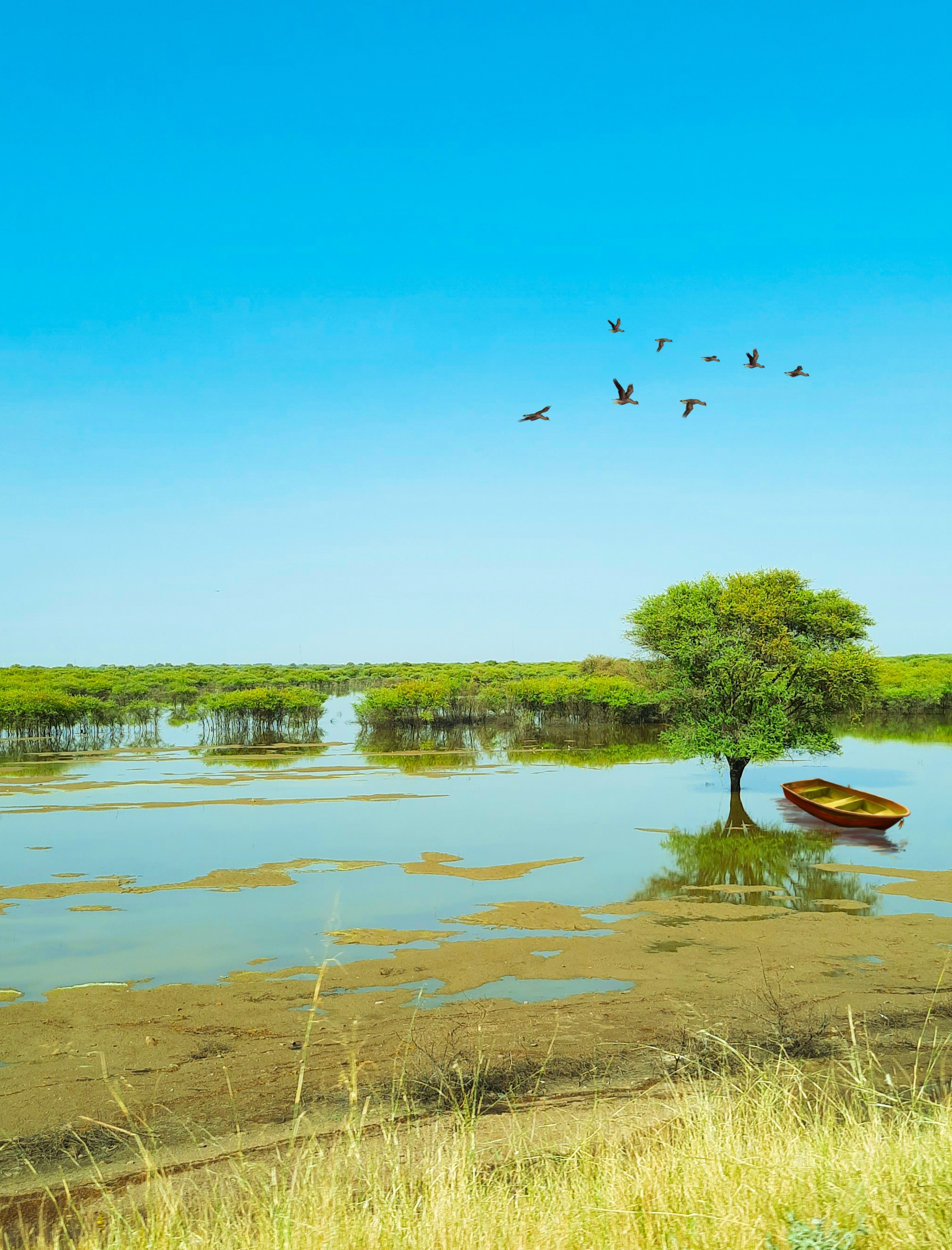
غرب الخزان
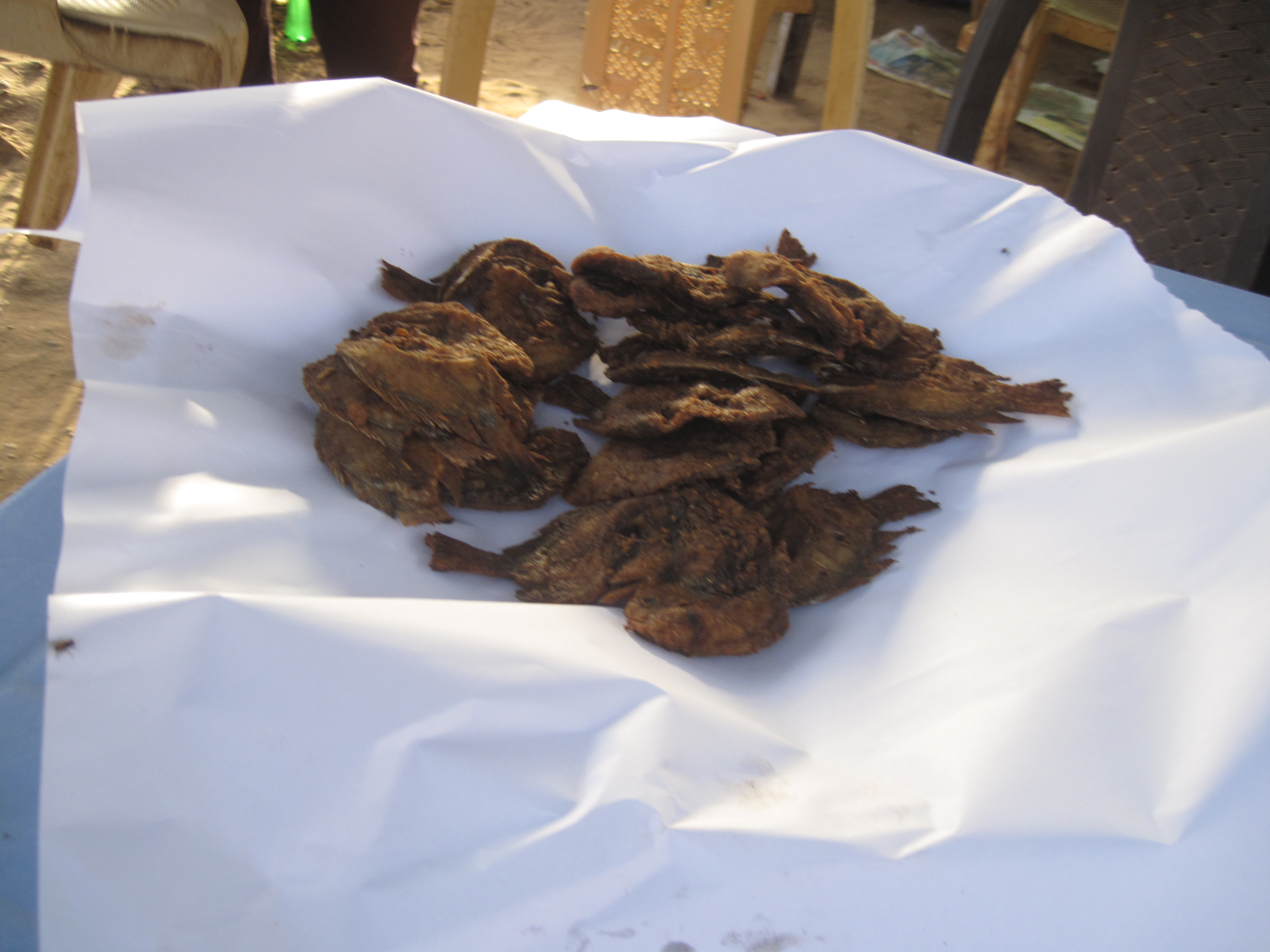
سمك جبل أولياء
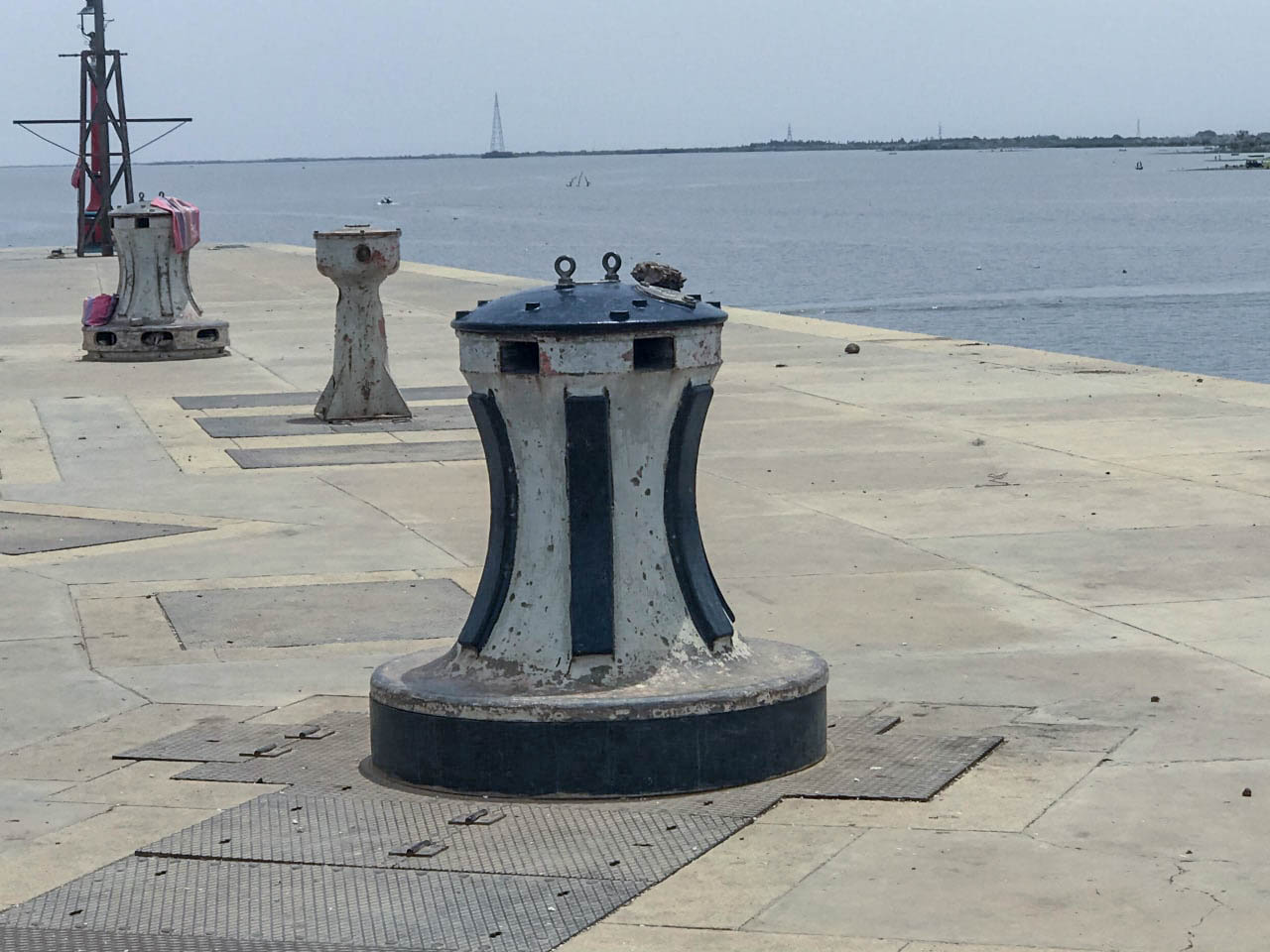
مرسات سفن بخزان جبل أولياء.